# 骨传导耳机
骨传导耳机，是利用骨传导技术制造的耳机，也被称作骨导耳机、骨感耳机、骨传耳机和骨传感耳机。

## 分类
骨传导耳机分为骨传导扬声器技术耳机、骨传导麦克风技术耳机。
- 骨传导扬声器技术耳机：利用骨传导技术受话，紧贴骨头，声波直接通过骨头传至听神经。因此可以开放双耳，不伤害鼓膜。军民领域，一般都是利用面部颊骨直接传导声音。
- 骨传导麦克风技术耳机：利用骨传导技术收集声音，声波通过骨头传至麦克风。民用领域中，一般都是采用骨传导技术降噪。由于军事场景需要，有时不能大声讲话，而声音在骨头传导的损失率远远低于空气传导，而骨传导麦克风技术耳机主要是利用喉咙骨头传导。由于距离近，损耗低。士兵只需要发出很小的声音就能准确传递想表达的指令。